# Sport Club 14 de Julho de Bagé
O 14 de Julho foi um clube de futebol brasileiro, portanto extinto, da cidade de Bagé, Rio Grande do Sul. Em 1920, fusionou-se com o Rio Branco, para formarem um novo clube, o Grêmio Esportivo Bagé, que mantem-se em plena atividade até os dias atuais. Sobre suas cores, sabe-se que utilizava o preto, já que essa cor foi adotada pelo Bagé quando da fusão do 14 de Julho com o Rio Branco. 

## História
O clube foi fundado em julho de 1913 e em agosto de 1920 uniu-se ao Rio Branco, dando origem ao Grêmio Esportivo Bagé. As dificuldades financeiras do 14 de Julho e a falta de atletas por parte do Rio Branco, estão entre os motivos da fusão dos dois clubes.

### Alguns jogos registrados

#### 1918
Em 1918, o 14 de Julho disputou o campeonato citadino de Bagé e em um jogo contra o Guarany teve os seguintes relacionados:

Reco, Fortunato, Aparício, Oliveira, Múcio, Brasil, Saraiva, Otacílio, Olivella II, Homero, Chico, Preza, Bina, Antônio, Afonso, Leopoldo, Lola, Fernandez, Saraiva II, Saraiva III, Ney e Waldemar.

## Novo clube
Em 5 de agosto de 1920, com a fusão entre Rio Branco e 14 de Julho, surgia o Grêmio Esportivo Bagé.